# Muztag Ata
Muztag Ata, ujgursky مۇز تاغ ئاتا (Pán ledových hor), také Muztagh Ata, je hora v Číně, vysoká 7546 metrů. Bývá klasifikována jako 43. nejvyšší hora světa. Leží na okraji pouště Taklamakan v západní části autonomní oblasti Sin-ťiang nedaleko hranic s Tádžikistánem. Po Kongur Tagh je druhým nejvyšším vrcholem Kašgarského hřbetu, který je geografickou součástí Pamíru, nesprávně bývá často řazen k pohoří Kchun-lun-šan.

## Výstupy
První pokus o zdolání vrcholu podnikl Sven Hedin v roce 1894. Prvovýstup se podařil skupině čínských horolezců v roce 1956. Muztag Ata je oblíbeným cílem turistů díky relativně snadné dostupnosti: leží blízko Karakoram Highway, k dosažení vrcholu (zejména nejpoužívanější západní stěnou) není nutno absolvovat lezecky náročné pasáže a vzhledem k suchému pouštnímu klimatu v oblasti málokdy sněží.

## Okolí
Nedaleko západního úpatí hory, poblíž hranic s Tádžikistánem vede Karákóramská dálnice.

## Externí odkazy

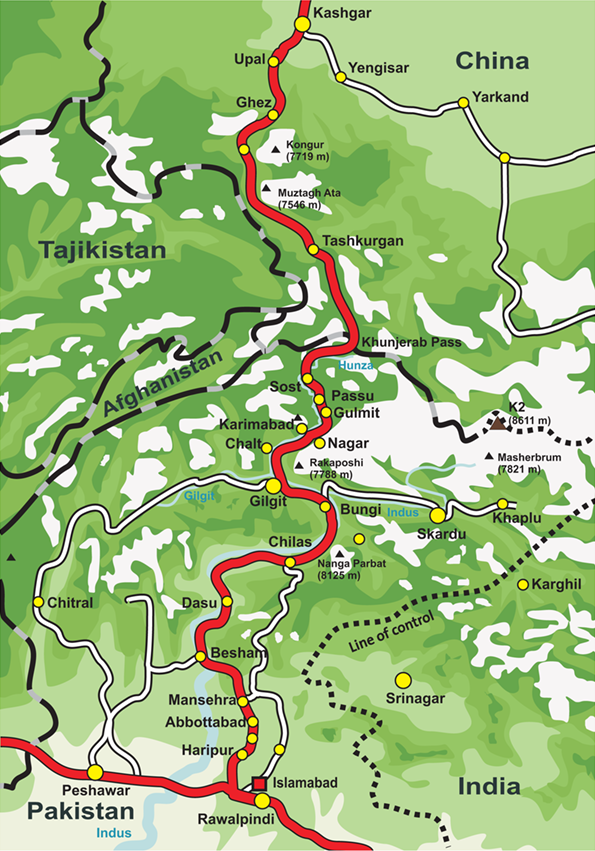
Mapa okolí hory